# Acclaim Cheltenham
Acclaim Cheltenham era un'azienda produttrice di videogiochi con sede a Cheltenham in Inghilterra, fondata nel 1984. Sino al 2001, l'azienda si chiamava Probe Software o Probe Entertainment per poi successivamente diventare Acclaim Studios London e infine Acclaim Cheltenham.
L'azienda fu rilevata dalla Acclaim Entertainment il 10 ottobre 1995. Svilupparono fra gli altri titoli Mortal Kombat, Extreme-G 3, XGRA: Extreme-G Racing Association, prima che la Acclaim dichiarasse bancarotta nel 2004.

## Videogiochi
Elenco parziale di videogiochi sviluppati e/o pubblicati dalla Probe o dalla Acclaim Cheltenham.

### Commodore 64/128
- Alien³
- Baal
- Back To The Future Part III
- Beach Buggy Simulator
- BraveStarr
- Chase HQ 2: Special Crime Investigation
- Dan Dare III: The Escape
- Golden Axe
- International Speedway
- Lazer Tag
- Mr. Heli
- Ninja Scooter Simulator
- Out Run Europa
- RoboCop 3
- Savage
- Smash TV
- Solomon's Key
- Stunt Bike Simulator
- Supremacy
- Teenage Mutant Ninja Turtles
- Trantor: The Last Stormtrooper
- Turbo Out Run
- Viz

### Commodore 16/Plus4
- Defence-16
- Dirty Den
- Into the Deep
- Oblido

### Amstrad CPC
- 1943: The Battle of Midway
- Arkanoid
- The Devil's Crown
- Dynamic Duo
- Golden Axe
- Heavy Metal
- International Speedway
- Mr. Heli
- Out Run
- Quartet
- Rygar
- Sim City
- Smash TV
- Sport of Kings
- Tiger Road
- Turrican
- World Cup Soccer: Italia '90
- Xevious

### Amiga
- Alien 3
- Mortal Kombat
- Mortal Kombat II
- OutRun
- Teenage Mutant Ninja Turtles
- Viz

### Master System
- Alien 3
- Back to the Future III
- Daffy Duck In Hollywood
- Mortal Kombat
- Mortal Kombat II
- Out Run Europa
- Road Runner: Desert Speedtrap
- The Flash
- The Terminator
- T2: The Arcade Game (Terminator 2)

### Game Boy
- Bram Stoker's Dracula
- Fifa 96
- Jelly Boy
- Judge Dredd
- Mortal Kombat
- Mortal Kombat II

### Game Gear
- Alien 3
- Batman Forever
- Bram Stoker's Dracula
- Daffy Duck In Hollywood
- Judge Dredd
- Mortal Kombat
- Mortal Kombat II
- Out Run Europa
- Primal Rage
- Road Runner: Desert Speedtrap
- Rise of the Robots
- The Terminator
- T2: The Arcade Game (Terminator 2)

### Mega Drive/Genesis
- Alien 3
- Batman Forever
- Daffy Duck In Hollywood
- Foreman For Real
- Jelly Boy (non pubblicato)
- Judge Dredd
- Mortal Kombat
- Mortal Kombat II
- Primal Rage
- The Terminator
- T2: The Arcade Game (Terminator 2)
- The Incredible Hulk

### NES
- Bram Stoker's Dracula
- Alien 3
- Robocop 3

### Super NES
- Alien 3
- Batman Forever
- Jelly Boy
- Judge Dredd
- Stargate
- The Incredible Hulk
- T2: The Arcade Game (Terminator 2)
- Virtual Soccer

### Saturn
- Alien Trilogy
- Bubble Bobble also featuring Rainbow Islands
- Destruction Derby 2 (unreleased)
- Die Hard Trilogy
- Fifa 96
- Hexen
- Mortal Kombat 2
- Primal Rage

### Playstation
- Alien Trilogy
- Batman & Robin
- Bubble Bobble also featuring Rainbow Islands
- Die Hard Trilogy
- Forsaken
- Hexen
- Primal Rage
- X-Men: Children of the Atom
- Constructor
- Jeremy McGrath Supercross '98

### Nintendo 64
- Bust-A-Move 2 Arcade Edition
- Extreme-G
- Extreme-G 2
- Forsaken

### Dreamcast
- Re-Volt

### PC
- Alien Trilogy
- Bubble Bobble also featuring Rainbow Islands
- Die Hard Trilogy
- Extreme-G 2
- Forsaken
- Judge Dredd
- Re-Volt
- X-Men: Children of the Atom